# Збройні сили Венесуели
Боліваріанські національні збройні сили (ісп. Fuerza Armada Nacional Bolivariana, FANB) — сукупність військ Боліваріанської Республіки Венесуела призначена для захисту свободи, незалежності і територіальної цілісності держави. Складаються з сухопутних військ, військово-морських, повітряних сил, національної гвардії та ополчення.